# Juan Nicasio
Juan Nicasio (né le 31 août 1986 à San Francisco de Macorís, République dominicaine) est un lanceur droitier de la Ligue majeure de baseball.

## Carrière

### Rockies du Colorado

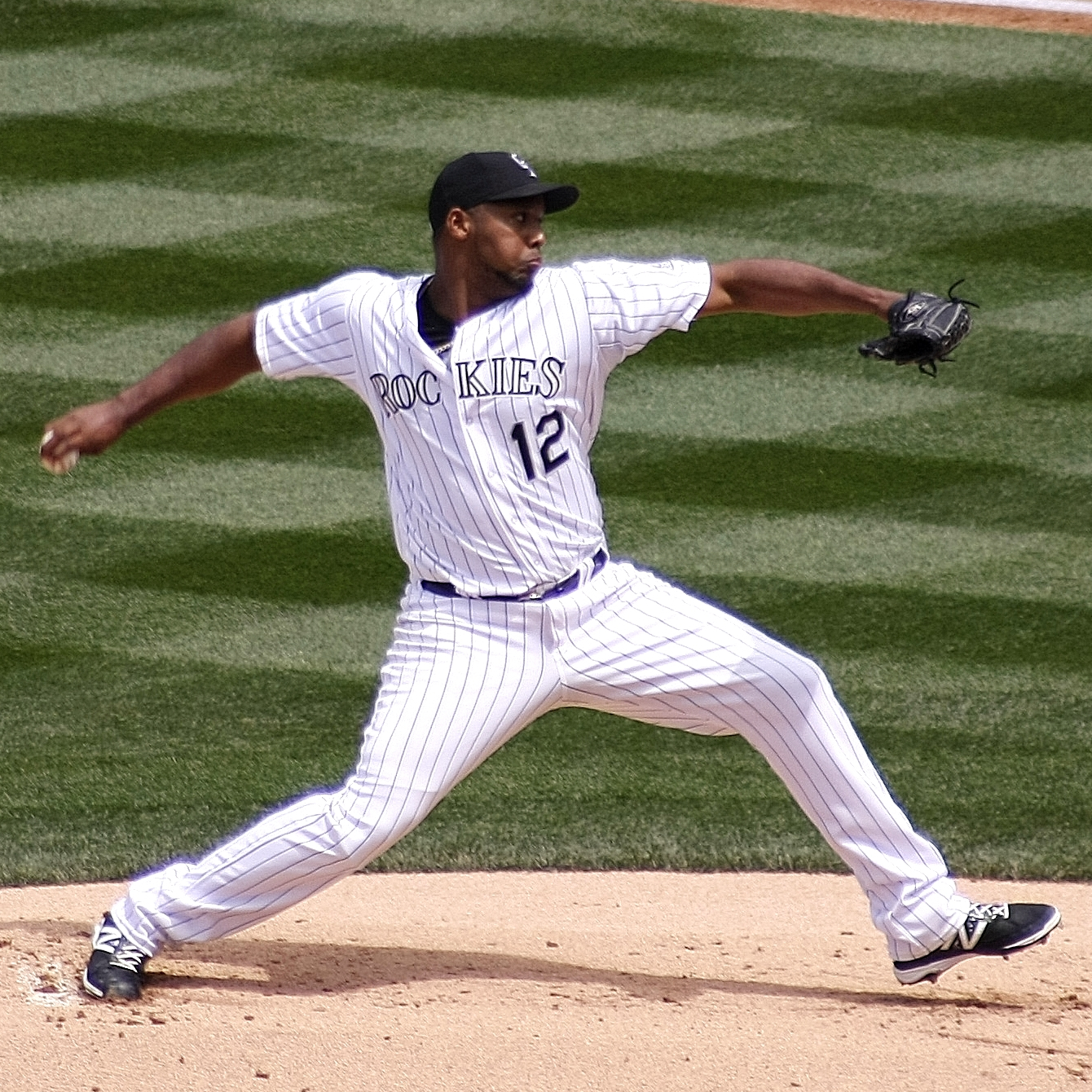
Juan Nicasio en 2014 avec les Rockies du Colorado.

Juan Nicasio signe en 2006 son premier contrat professionnel, avec la franchise des Rockies du Colorado.
Le lanceur partant fait ses débuts dans les majeures pour Colorado le 28 mai 2011. Il se montre impressionnant à cette première sortie, alors qu'il n'accorde qu'un point non mérité sur six coups sûrs en sept manches de travail. Les Rockies l'emportent sur Saint-Louis et Nicasio reçoit le crédit de sa première victoire dans les majeures. Il complète sa première saison avec 4 victoires, 4 défaites et une moyenne de points mérités de 4,14 en 13 départs.
En 11 départs en 2012, il remet une moyenne de points mérités élevée de 5,28 en 58 manches lancées, avec deux victoires et trois défaites.
À sa première saison entière comme partant en 2013, Nicasio effectue 31 départs pour Colorado. Il remporte 9 victoires contre 9 défaites. En 157 manches et deux tiers au monticule, sa moyenne de points mérités se chiffre à 5,14.
Nicasio dispute 88 matchs des Rockies de 2011 à 2014, dont 69 comme lanceur partant. Il remporte 21 victoires contre 22 défaites avec une moyenne de points mérités de 5,03 et 294 retraits sur des prises en 381 manches lancées.

### Dodgers de Los Angeles
Le 24 novembre 2014, les Rockies échangent Nicasio aux Dodgers de Los Angeles contre le voltigeur des ligues mineures Noel Cuevas.
Nicasio est employé comme releveur par les Dodgers, n'amorçant qu'un match sur 53 en 2015. Il abaisse considérablement sa moyenne de points mérités, qui se chiffre à 3,86 en 58 manches et un tiers lancées. Il réussit 65 retraits sur des prises, soit en moyenne 10 par 9 manches lancées, mais accorde aussi 32 buts-sur-balles. Le 15 mai face aux Rockies, il réalise le premier sauvetage de sa carrière.

### Pirates de Pittsburgh
Le 10 décembre 2015, Nicasio signe un contrat de 3 millions de dollars pour une saison avec les Pirates de Pittsburgh.

### Phillies de Philadelphie
Nicasio est réclamé au ballottage par les Phillies de Philadelphie le 31 août 2017. Il ne joue que deux manches pour les Phillies avant d'être transféré à un autre club.

### Cardinals de Saint-Louis
Philadelphie échange Nicasion aux Cardinals de Saint-Louis le 6 septembre 2017 contre Eliezer Alvarez, un joueur de champ intérieur des ligues mineures.

### Mariners de Seattle
Il rejoint les Mariners de Seattle le 20 décembre 2017.